# Điện ảnh Đài Loan
Lỗi Lua trong Mô_đun:Redirect tại dòng 77: không thể phân tích trang đổi hướng "Phim điện ảnh Đài Loan".
Điện ảnh Đài Loan hay phim điện ảnh Đài Loan (tức phim lẻ Đài Loan) là nền nghệ thuật và công nghiệp điện ảnh của Đài Loan, đây là một trong 3 nền điện ảnh Hoa ngữ (cùng với điện ảnh Trung Quốc và điện ảnh Hồng Kông).

## Lịch sử

### Giai đoạn đầu: 1901-1970

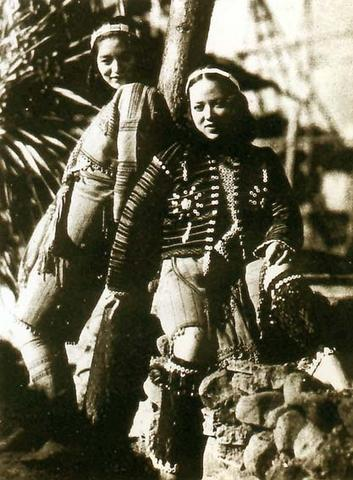
Một bộ phim thời kì đầu của Đài Loan

Từ năm 1901 đến năm 1937, do là thuộc địa của Nhật Bản vì vậy nền điện ảnh của hòn đảo Đài Loan chịu ảnh hưởng lớn từ chính quốc. Một ví dụ là sự xuất hiện của những người dẫn chuyện, hay các biện sĩ (tiếng Nhật: 弁士 - benshi), để đọc thoại và lời dẫn trong khi các bộ phim câm được trình chiếu. Các biện sĩ này có ảnh hưởng lớn tới các bộ phim vì họ có thể thêm thắt những ý không có trong kịch bản vào phim, làm biến đổi ý tưởng cơ bản của tác phẩm. Chính vì vậy bản thân các biện sĩ cũng có thể trở thành những ngôi sao điện ảnh, ở Đài Loan giai đoạn phim câm có thể kể tới các biện sĩ nổi tiếng như Wang Yung-feng, Lu Su-Shang hay Zhan Tian-Ma.
Sau khi Chiến tranh Trung-Nhật nổ ra năm 1937, việc sản xuất phim ở Đài Loan bị chính quyền chiếm đóng siết chặt, tiếng Quan Thoại bị cấm hoàn toàn trong điện ảnh, chỉ có tiếng Nhật được phép sử dụng trong phim, kể cả tên địa danh, tên người hoặc các đặc điểm văn hóa có dính tới Trung Quốc. Sau khi Chiến tranh thế giới thứ hai bùng nổ thì ngành công nghiệp điện ảnh gần như ngưng trệ vì chỉ bắt đầu được khôi phục trở lại khi chính quyền Quốc Dân Đảng Trung Quốc tiếp quản Đài Loan từ tay quân đội Nhật đầu hàng.
Năm 1949, điện ảnh Đài Loan mới thực sự bắt đầu phát triển sau khi những người Cộng sản chiến thắng tại Trung Quốc đại lục dẫn đến việc Tưởng Giới Thạch và quân đội Quốc Dân Đảng phải chạy sang Đài Loan, kéo theo rất nhiều nhà điện ảnh ủng hộ chế độ này. Thập niên 1960 chứng kiến sự bùng nổ của kinh tế Đài Loan, kéo theo đó là quá trình đi lên của công nghiệp điện ảnh nước này, nhưng các bộ phim thường chỉ tập trung vào các bộ phim kiếm hiệp hoặc phim có đề tài lãng mạn như các tác phẩm chuyển thể từ tiểu thuyết của Quỳnh Dao, nữ văn sĩ được yêu thích ở hòn đảo này.

### Làn sóng mới thứ nhất: 1982 đến 1990
Vào đầu thập niên 1980, sự phổ biến của truyền hình và cạnh tranh quyết liệt của các bộ phim Hồng Kông đã buộc điện ảnh Đài Loan phải tìm cho mình hướng đi mới. năm 1982, bộ phim In Our Time do bốn đạo diễn Dương Đức Xương, Tao De-chen, Ke I-jheng và Jhang Yi ra đời đã đánh dấu sự hình thành của thế hệ Làn sóng mới trong điện ảnh nước này. Thế hệ đạo diễn mới này bắt đầu tập trung khai thác những đề tài mang tính xã hội cao hơn chứ không chỉ còn dừng lại ở các bộ phim kiếm hiệp hoặc tình cảm như các thế hệ đàn anh. Tiêu biểu cho các bộ phim thuộc thế hệ mới này là Bi tình thành thị (悲情城市, 1989) của Hầu Hiếu Hiền, bộ phim này đã giành giải Sư tử vàng tại Liên hoan phim Venezia, đây là bộ phim nói tiếng Hoa đầu tiên đạt được thành tích này. Đây cũng là bộ phim Đài Loan xếp hạng cao nhất trong danh sách 100 phim hay nhất của điện ảnh Hoa ngữ được lập ra nhân kỉ niệm 100 năm ngày ra đời điện ảnh tiếng Hoa.

### Làn sóng mới thứ hai: Từ 1990 đến nay
Thành công của thế hệ đạo diễn Làn sóng mới thứ nhất đã mở đường cho các đạo diễn thuộc thế hệ Làn sóng mới thứ hai tiếp cận những đề tài nhẹ nhàng và gần gũi hơn nữa với khán giả nhưng vẫn thể hiện được các mặt của cuộc sống trong xã hội Đài Loan. Bộ phim Vive L'Amour (1994) của Thái Minh Lượng đã lần thứ hai mang về cho Đài Loan giải Sư tử vàng tại Liên hoan phim Venezia.
Đạo diễn nổi bật nhất của thế hệ Làn sóng mới thứ hai này có lẽ là Lý An, không chỉ dừng lại với các thành công trong nước, phim của Lý An còn được biết tới ở tầm quốc tế, tiêu biểu là sản phẩm hợp tác Trung Quốc - Hồng Kông - Đài Loan Ngọa hổ tàng long (臥虎藏龍, 2000), bộ phim nói tiếng Hoa đầu tiên đoạt Giải Oscar cho phim ngoại ngữ hay nhất. Lý An sau đó cũng là người Hoa đầu tiên giành giải Đạo diễn xuất sắc nhất tại Giải Oscar với bộ phim Hollywood Núi yên ngựa. Ông cho đến nay cũng là đạo diễn người Hoa duy nhất có 2 phim giành giải Sư tử vàng tại Liên hoan phim Venezia, đó là các phim Núi yên ngựa (2005) và Sắc, Giới (2007).

## Các nhân vật nổi tiếng

### Đạo diễn
- Dương Đức Xương
- Hầu Hiếu Hiền
- Hồ Kim Thuyên
- Lý An
- Ngô Niệm Chân
- Thái Minh Lượng

### Diễn viên
- Chu Kiệt Luân
- Kim Thành Vũ
- Lâm Thanh Hà
- Lâm Tâm Như
- Lâm Chí Dĩnh
- Nhậm Hiền Tề
- Thư Kì
- Trương Chấn
- Vương Tổ Hiền